# Варёная сгущёнка
Варёная сгущёнка (или «варёнка», в ГОСТ именуемая «Молоко сгущённое с сахаром варёное» или «Condensed sweetened cooked milk») — продукт, получаемый путем термической обработки сгущённого молока. В процессе нагрева сгущённое молоко приобретает густую консистенцию и тёмно-коричневый цвет. Технология её приготовления заключается в нагревании закрытой или открытой ёмкости со сгущённым молоком при высокой температуре.

## Применение
Варёная сгущенка широко используется в кулинарии, особенно в кондитерском деле. Варёная сгущёнка применяется в качестве начинки для тортов, пирожных, вафель и рулетов, а также как самостоятельный десерт. В некоторых рецептах её смешивают с маслом, орехами или какао для получения различных кремов и глазури. Варёная сгущенка используется для изготовления мороженого для его начинения, полива, а также замешивания в саму мороженную массу.
В странах постсоветского пространства варёная сгущёнка была популярна в домашнем приготовлении, тогда как сейчас её выпускают промышленным образом под различными торговыми марками.

## Появление в СССР
История варёной сгущёнки тесно связана с распространением сгущённого молока в XIX—XX веках.
В Советском Союзе варёную сгущенку первоначально готовили в домашних условиях не открывая жестяную тару, а промышленный выпуск этого продукта начался только в 90-х годах XX века.
Варка сгущёнки в жестяных банках в СССР стала традицией, несмотря на риск их разгерметизации.
В российской прессе встречается легенда о «изобретении» варёной сгущенки в СССР, где упоминается что её изобрел то ли сам Микоян, то ли его сын. При этом есть более популярные мировые версии, что варёная сгущенка изобретена за сто лет до этого момента в другой части света.

## Приготовление
В современной пищевой промышленности варёную сгущёнку производят по иным технологиям, нежели как в домашних советских рецептах связанных с кипячением сгущёнки в банках. Нагрев сгущенного молока производится в автоклавах. Также существуют технологические схемы приготовления варёного сгущенного молока путем длительного выдерживания в специальных реакторах, которые позволяют приготовить продукт без его предварительной расфасовки.
Рецептура варёной сгущенки описана в ГОСТ 33921-2016 «Консервы молочные. Молоко сгущенное с сахаром варёное. Технические условия». Официально продукт в нём именуется «вареное сгущенное молоко с сахаром». А процесс приготовления изложен как «Сгущенное молоко с сахаром, подвергнутое выдержке при высокотемпературной пастеризации или стерилизации в целях достижения им характерных органолептических свойств».
В варёной сгущенке допускается чуть больше влаги и сахара, белка при этом меньше, чем в сгущенном молоке. Использование немолочных жиров в составе при изготовление по ГОСТ запрещено (в ГОСТ это сформулировано как «Жировая фаза продуктов должна содержать только молочный жир коровьего молока.»).
Согласно ГОСТ варёная сгущенка должна выпускаться со следующими характеристиками:
- С массовой долей жира: 5,0 %, 8,5 %, 10,0 % или 15,0 %
- Массовая доля сухого обезжиренного молочного остатка, %, не менее 16,0 или 15,0 (в зависимости от массовой доли жира)
- Массовая доля белка в сухом обезжиренном молочном остатке, %, не менее 34,0
- Массовая доля сахарозы, % От 40,0 до 46,0 (в зависимости от массовой доли жира)
- Активная кислотность, pH От 5,4 до 6,2

При домашнем приготовлении, когда за основу берется сгущенное молоко расфасованное в банке, помимо классической варки на огне применяются рецепты с использованием скороварки.
Не получится сделать варёную сгущенку из сгущенного молока, которое произведено с использованием растительных жиров. Для приготовления варёной сгущенки подходит только молоко произведенное согласно ГОСТ, а если ГОСТ не упомянут на контрэтикетке, то такой продукт не годится.

## Аналоги и другое наименование варёной сгущенки
Аналогами того продукта, что на постсоветском пространстве принято называть варёная сгущенка является финская Кинуски и американское Дульсе де лече.
В польской кухне варёную сгущёнку называют словом «kajmak» («каймак»), тогда как в России этот термин относится к совершенно другому блюду.